# Škofija Edmundston
Škofija Edmundston je rimskokatoliška škofija s sedežem v Edmundstonu (Novi Brunswick, Kanada).

## Geografija
Škofija zajema območje 12.838 km² s 52.536 prebivalci, od katerih je 49.839 rimokatoličanov (94,9 % vsega prebivalstva).
Škofija se nadalje deli na 32 župnij.

## Škofje
- Marie-Antoine Roy (31. maj 1945-27. oktober 1948)
- Joseph-Roméo Gagnon (12. februar 1949-18. februar 1970)
- Fernand Lacroix (19. avgust 1970-31. maj 1983)
- Gérard Dionne (23. november 1983-20. oktober 1993)
- François Thibodeau (od 22. oktobra 1993)